# 让-菲利普·帕特里斯
让-菲利普·帕特里斯（法語：Jean-Philippe Patrice，1997年3月12日—），法国男子击剑运动员，2024年欧洲击剑锦标赛男子佩剑个人铜牌得主、2024年夏季奥林匹克运动会男子佩剑团体铜牌得主。